# Fedor von Bock
Fedor von Bock (3 de diciembre de 1880-4 de mayo de 1945) fue un mariscal de campo alemán durante la Segunda Guerra Mundial.

## Inicios
Nació en Küstrin, Alemania (actualmente Kostrzyn, Polonia), hijo del mariscal Moritz von Bock y su esposa, Olga Falkenhayn. Tras entrenar en la escuela de cadetes accede al 5.º Regimiento de la Guardia Prusiana como teniente. Participó en la Primera Guerra Mundial como oficial del Estado Mayor y comandante de batallón. En 1918 es condecorado con la Pour le Mérite. Continúa en el ejército durante la República de Weimar, pese a que el Tratado de Versalles intentó reducir el ejército alemán, llegando a ser comandante del II distrito militar, en Stettin (actualmente Szczecin, Polonia). Permaneció en el ejército tras la llegada al poder de Adolf Hitler en 1933. En 1936, se casó con Wilhelmine von der Osten, con quien tendría un hijo y una hija.

## Segunda Guerra Mundial

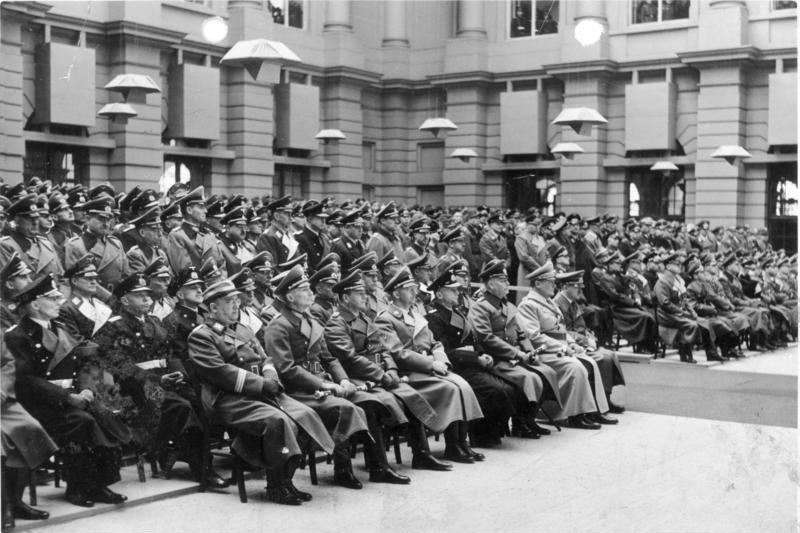
Foto tomada en 1943. Junto al Führer estaban sentados el Reichsmarschall Göring, el mariscal de campo Keitel, el gran almirante Dönitz, el Reichsführer de las SS y el jefe de la policía alemana, H. Himmler, el mariscal de campo Milch, el mariscal de campo Bock y el líder de las víctimas de la guerra del Reich, Oberlindober.

### Frente occidental
Fue uno de los pocos oficiales en no perder su posición cuando Hitler reorganizó el ejército alemán en 1939, durante los preparativos para la invasión a Polonia. En septiembre de ese mismo año, al iniciarse la guerra, von Bock fue asignado al mando del Grupo de Ejércitos Norte durante la exitosa invasión de Polonia, recibiendo por sus servicios la Cruz de Hierro. Tras su éxito al aplicar la Blitzkrieg contra Francia, Bélgica y los Países Bajos, fue ascendido a Mariscal de Campo el 19 de julio de 1940, durante la Ceremonia del mariscal de campo de 1940.

### Frente ruso
Fue entonces cuando se le encomendó su misión más famosa: la Operación Barbarroja, la conquista de Moscú y la derrota de la Unión Soviética. En 1941, Von Bock invadió la Polonia soviética, violando el pacto de no agresión entre Alemania y la URSS. Para diciembre, toda Polonia había sido sometida, junto a la zona occidental de la República Socialista Soviética de Ucrania, Bielorrusia y la mayor parte del oeste de Rusia.
Sin embargo, Von Bock fue detenido por el Ejército Soviético a apenas 60 kilómetros de Moscú. Las temperaturas descendieron hasta una media de -30 °C, pero sus hombres no contaban con prendas árticas, pues se había planificado que se alcanzasen los objetivos en la orilla del Volga antes de la llegada del frío. Tampoco contaba con suministros básicos para la guerra invernal como pintura blanca o anticongelante, debido a la incapacidad logística alemana para la enorme empresa en la que se habían embarcado. Los motores de los tanques comenzaron a fallar frecuentemente, y las armas se encasquillaban con facilidad. Von Bock no tenía fuerzas ni suministros ya no solo para atacar, si no para mantenerse donde habían llegado, siendo lo lógico ceder algo de terreno para fijar unas posiciones defensivas fuertes. Pese a todo, Hitler ordenó a Von Bock mantenerse en sus posiciones. Las fuerzas rusas, comandadas por el mariscal Gueorgui Zhúkov, iniciaron una rápida contraofensiva, haciendo que los alemanes se retiraran hasta a 150 km de Moscú. Las bajas alemanas y rusas se contaron por miles, y Moscú no volvería a ser amenazada durante el resto de la guerra. Discutió larga y amargamente con Hitler, que le culpaba de no haber podido tomar Moscú, por lo que perdió el mando del Grupo de Ejércitos Centro el 12 de diciembre de 1941.
El 18 de enero de 1942, tras la súbita muerte de Walther von Reichenau, Von Bock se hizo cargo del Grupo de Ejércitos Sur, pero nuevas y violentas discusiones con Hitler (Von Bock le criticó haber dividido su ejército entre Stalingrado y el Cáucaso) le llevaron a presentar su dimisión como comandante del Grupo de Ejércitos Sur el 15 de julio de 1942, tras lo cual se retiró de la vida militar, yéndose a vivir a Baviera.

### Últimos días
Después del suicidio de Hitler, von Bock ofreció sus servicios al Gran Almirante Karl Dönitz, el Reichspräsident, pero, mientras estaba en Hamburgo, von Bock resultó gravemente herido durante un bombardeo aliado el 3 de mayo de 1945, muriendo un día más tarde en el hospital naval de Oldenburgo.

## Condecoraciones
- Cruz de Hierro I Clase
- Cruz de Hierro II Clase
- Broche de la Cruz de Hierro I Clase
- Broche de la Cruz de Hierro II Clase
- Cruz de Caballero de la Cruz de Hierro con Hojas de Roble y Espadas
- Pour le Mérite
- Comendador de la Orden de la Casa Real de Hohenzollern
- Cruz Hanseática de Hamburgo
- Cruz Alemana, en Oro
- Insignia de Asalto Panzer, en Plata (25 acciones)
- Insignia de Asalto Panzer, en Plata y Negro (50 acciones)
- Insignia de Asalto Panzer, en Oro (75 acciones)
- Insignia de Asalto Panzer, en Oro con Diamantes (100 acciones)
- Orden de la Corona de Prusia
- Cruz al Mérito Militar III Clase
- Orden de Miguel el Valiente I, II y III Clase
- Orden de la Corona de Wurtemberg
- Orden del León de Zähringen
- Orden de la Corona Wéndica
- Orden de la Corona de Hierro
- Cruz al Mérito Militar de Austria Hungría
- Orden del Mérito Militar de Bulgaria
- Orden de la Corona Yugoslava
- Orden del Mérito de la República de Hungría
- Medalla de la Anexión de Austria
- Medalla de la Anexión de los Sudetes
- Cruz de Honor de Combatientes del Frente 1914-1918
- Caballero Gran Cruz de la Orden de la Corona de Italia
- Medalla de Servicio de las Fuerzas Armadas I Clase (25 años)
- Medalla de Servicio de las Fuerzas Armadas II Clase (18 años)
- Medalla de Servicio de las Fuerzas Armadas III Clase (12 años)
- Medalla de Servicio de las Fuerzas Armadas IV Clase (4 años)

| Predecesor: Ninguno                                    | Comandante en Jefe del Grupo de Ejércitos Norte 27 de agosto de 1939-20 de junio de 1941     | Sucesor: Generalfeldmarschall Wilhelm Ritter von Leeb |
| Predecesor: Ninguno                                    | Comandante en Jefe del Grupo de Ejércitos B 12 de octubre de 1939-20 de junio de 1941        | Sucesor: Generalfeldmarschall Maximilian von Weichs   |
| Predecesor: Ninguno                                    | Comandante en Jefe del Grupo de Ejércitos Centro 22 de junio de 1941-19 de diciembre de 1941 | Sucesor: Generalfeldmarschall Günther von Kluge       |
| Predecesor: Generalfeldmarschall Walther von Reichenau | Comandante en Jefe del Grupo de Ejércitos Sur 12 de enero de 1942-12 de febrero de 1943      | Sucesor: Generalfeldmarschall Erich von Manstein      |